# Rally Villa de Llanes de 2013
El Rally Villa de Llanes de 2013 fue la edición 37.ª y la séptima ronda del temporada 2013 del Campeonato de España de Rally. Se celebró del 27 al 28 de septiembre y contó con un itinerario de 157,80 km cronometrados repartidos en ocho tramos sobre asfalto. En la lista de inscritos destacan las ausencias de Luis Monzón, líder del campeonato y Sergio Vallejo, aunque el copiloto y hermano de este último, si participó en la misma junto a Víctor Senra.
El ganador fue Víctor Senra a bordo de un Mitsubishi Lancer Evo X que se adjudicó su primera victoria en el campeonato de España. Senra tuvo una lucha con Fuster, Pons y sobre todo con Surhayen Pernía a lo largo de todo el rally, especialmente con este último que llegó a liderar la prueba al principio de la carrera e incluso marcó más scratch que el propio Senra. El resultado del rally le valió a Luis Monzón, ausente en la misma, proclamarse matemáticamente campeón con el resultado de Alberto Meira, segundo en la clasificación general del certamen, que terminó séptimo en la prueba.

## Itinerario y resultados
| Día   | Tramo | Nombre           | Hora  | Distancia | Ganador             | Tiempo  | Veloc. media | Líder rally     |
| ----- | ----- | ---------------- | ----- | --------- | ------------------- | ------- | ------------ | --------------- |
| Día 1 | SS1   | Nueva-Labra      | 08:30 | 19.90 km  | Surhayen Pernía     | 13:35.0 | 87.9 km/h    | Surhayen Pernía |
| Día 1 | SS2   | Arriondas-Carmen | 09:18 | 22.20 km  | Miguel Ángel Fuster | 14:06.4 | 94.4 km/h    | Surhayen Pernía |
| Día 1 | SS3   | Nueva-Labra      | 11:33 | 19.90 km  | Surhayen Pernía     | 13:34.6 | 87.9 km/h    | Surhayen Pernía |
| Día 1 | SS4   | Arriondas-Carmen | 12:21 | 22.20 km  | Víctor Senra        | 13:51.6 | 96.1 km/h    | Víctor Senra    |
| Día 1 | SS5   | La Tornería      | 15:36 | 11.37 km  | Surhayen Pernía     | 7:03.3  | 96.7 km/h    | Víctor Senra    |
| Día 1 | SS6   | Valle Oscuru     | 16:34 | 25.43 km  | Surhayen Pernía     | 15:00.6 | 101.7 km/h   | Surhayen Pernía |
| Día 1 | SS7   | La Tornería      | 18:56 | 11.37 km  | Xavi Pons           | 7:31.4  | 90.7 km/h    | Víctor Senra    |
| Día 1 | SS8   | Valle Oscuru     | 19:54 | 25.43 km  | Víctor Senra        | 16:47.8 | 90.8 km/h    | Víctor Senra    |

## Clasificación final
| Pos. | Piloto              | Copiloto         | Automóvil               | Tiempo    | Diferencia |
| ---- | ------------------- | ---------------- | ----------------------- | --------- | ---------- |
| 1.   | Víctor Senra        | Diego Vallejo    | Mitsubishi Lancer Evo X | 1:42:04.8 | 0.0        |
| 2.   | Xavi Pons           | Xavi Amigo       | Mitsubishi Lancer Evo X | 1:42:32.8 | +28.0      |
| 3.   | Surhayen Pernía     | Juan Luis García | Mitsubishi Lancer Evo X | 1:42:34.7 | +29.9      |
| 4.   | Miguel Ángel Fuster | Daniel Cué       | Porsche 997 GT3         | 1:43:07.2 | +1:02.4    |
| 5.   | Francisco Cima      | Pablo González   | Lotus Exige GT          | 1:44:33.2 | +2:28.4    |
| 6.   | Gorka Antxustegui   | Alberto Iglesias | Suzuki Swift S1600      | 1:44:53.9 | +2:49.1    |
| 7.   | Alberto Meira       | David Vázquez    | Mitsubishi Lancer Evo X | 1:45:14.8 | +3:10.0    |
| 8.   | José Antonio Suárez | Cándido Carrera  | Ford Fiesta R2          | 1:46:42.2 | +4:37.4    |
| 9.   | Alejandro Pais      | Santiago Pais    | Mitsubishi Lancer Evo X | 1:47:32.0 | +5:27.2    |
| 10.  | Joan Vinyes         | Jordi Mercader   | Suzuki Swift S1600      | 1:47:58.7 | +5:53.9    |